# ロウアー・ウエスト・サイド (マンハッタン)
ニューヨーク市マンハッタン区のロウアー・ウエスト・サイド (Lower West Side) とは以下の近隣住区を指しうる：
- バッテリー・パーク・シティ
- ハドソン・スクエア
- ミートパッキング・ディストリクト（英語版）
- トライベッカ
- ウエスト・ヴィレッジ
- グリニッジ・ヴィレッジ
- サウス・ヴィレッジ

座標: 北緯40度42分46秒 西経74度00分39秒 / 北緯40.71268度 西経74.01081度